# Robert George Mitchell
Robert George Mitchell, né le 22 février 1912 et mort à une date incconue, est un ancien arbitre écossais de football. Il est le premier arbitre écossais à arbitrer en coupe du monde.

## Carrière
Il a officié dans une compétition majeure, la Coupe du monde de football de 1950 (1 match).